# Język simbari
Język simbari (a. chimbari) – język transnowogwinejski używany w Papui-Nowej Gwinei, przez członków ludu Sambia (Simbari). Według danych z 1990 roku mówi nim 3 tys. osób.
Jego użytkownicy zamieszkują prowincje Eastern Highlands (dystrykt Obura-Wonenara – Marawaka Station) i Gulf (dystrykt Kikori – Baimuru Rural LLG i Ihu Rural LLG). W użyciu są także języki tok pisin i angielski.
Blisko spokrewniony z językiem baruya, być może chodzi o stosunkowo odrębny dialekt tego samego języka.
Jest zapisywany alfabetem łacińskim.